# 분청사기 상감모란당초문 장군
분청사기 상감모란당초문 장군(粉靑沙器 象嵌牡丹唐草文 獐本)은 대한민국 경기도 성남시에 있는 조선시대의 분청사기이다. 2004년 3월 3일 대한민국의 보물 제1400호로 지정되었다.

## 같이 보기
- 분청사기

## 참고 자료
- 분청사기 상감모란당초문 장군 - 국가유산청 국가유산포털